# Fendt (Marke)

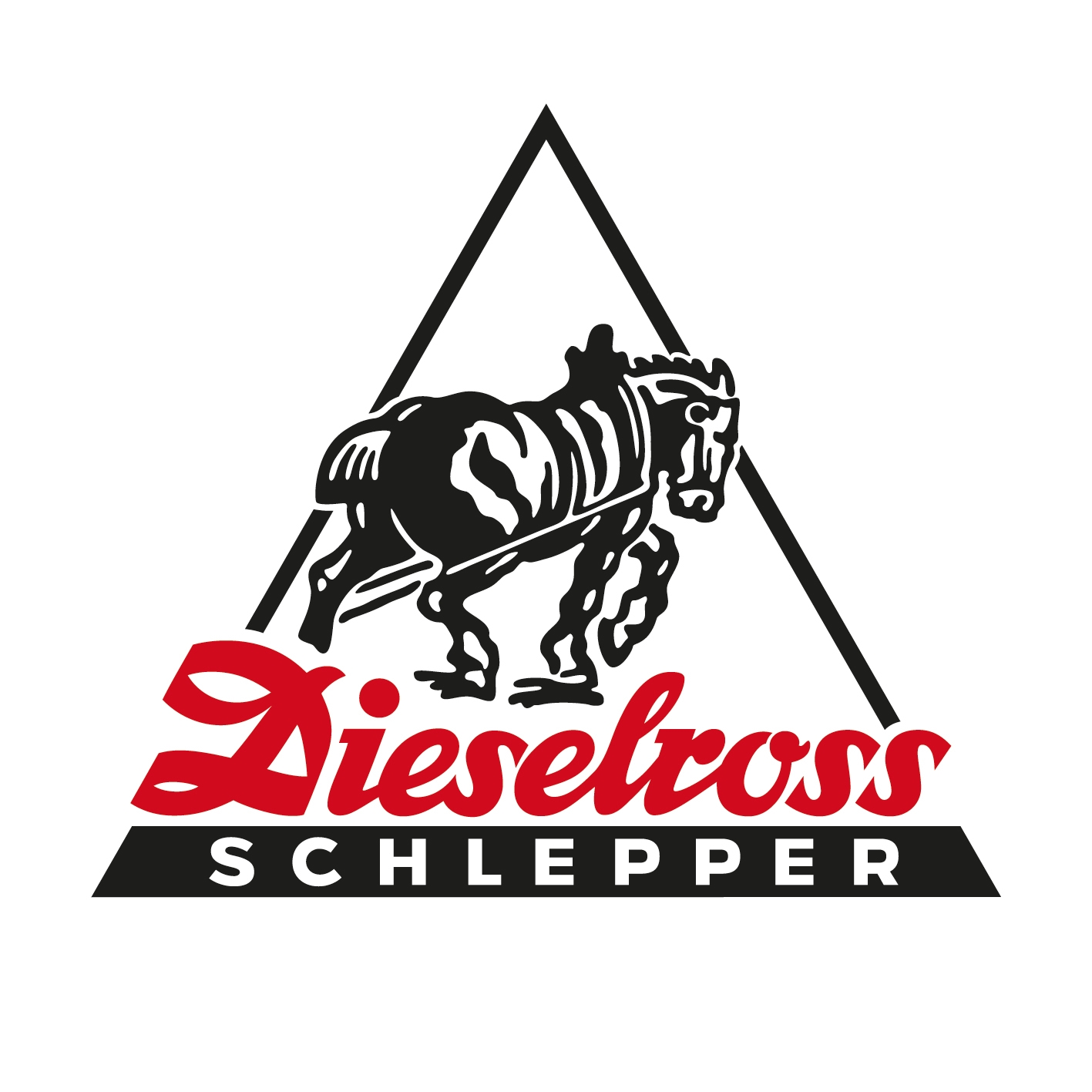
Fendt Dieselross Logo

Fendt ist eine Marke für Landmaschinen, die auf das gleichnamige bayerische Familienunternehmen aus Marktoberdorf zurückgeht. Die Marke ist seit 1997 im Eigentum der US-amerikanischen AGCO, die im Jahr 2009 in AGCO GmbH umfirmierte.
Der erste Dieselross-Traktor mit 6 PS wurde 1930 von den Gebrüdern Hermann (1911–1995) und Xaver Fendt (1907–1989) unter der Anleitung ihres Vaters Johann Georg Fendt (1868–1933) konstruiert. 1937 ließen die beiden das Unternehmen in das Handelsregister Kempten eintragen. 1997 übernahm AGCO das Familienunternehmen, führte die Marke jedoch weiter, die als Premiummarke innerhalb des AGCO-Konzerns gilt. Das Produktangebot umfasste bis zur Übernahme nur Traktoren einschließlich des Geräteträgers und des Systemschleppers Xylon und die 1998 verkaufte Sparte der Wohnwagen. Seitdem wurde es um Feldhäcksler, Mähdrescher, Schwader, Heuwender, Mähwerke und Ballenpressen ergänzt.
Die Marke Fendt hatte 2013 einen Exportanteil von 64 Prozent. Mit 6261 zugelassenen Traktoren ab 51 PS und einem Marktanteil von 21,1 Prozent im Jahr 2013 ist Fendt in Deutschland Marktführer. Insgesamt 17.837 Traktoren wurden 2013 verkauft, die bis dahin höchste Zahl in der Unternehmensgeschichte. Im Jahr 2019 lag der Exportanteil bei 66 % und es wurden 16.806 Traktoren verkauft. Im Jahr 2020 konnte Fendt seinen Absatz auf dem deutschen Markt auf 6867 Traktoren steigern. Das entspricht einem Marktanteil von 21,3 % und damit der Marktführerschaft. Der Exportanteil lag im selben Jahr bei 68 %.

## Standorte

### Marktoberdorf
Der Hauptsitz der Marke Fendt ist in Marktoberdorf im Ostallgäu. Das Betriebsgelände liegt auf den Flächen des ehemaligen landwirtschaftlichen Hofes der Familie Fendt. Insgesamt beschäftigte das Unternehmen 2020 rund 6102 Mitarbeiter. Davon arbeiten 4036 im Hauptsitz in den Bereichen Produktion, Entwicklung, Vertrieb und Marketing, Finanzierung, Verwaltung und EDV. Am Standort in Marktoberdorf werden alle Traktoren entwickelt, produziert und vertrieben.
Die Produktionsanlagen haben aktuell eine jährliche Kapazität von rund 20.000 Traktoren und 29.000 Vario-Getrieben. Die Wärmeversorgung des Unternehmens kommt vom Biomasseheizkraftwerk Ruderatshofen aus Holzhackschnitzel. Am Standort Marktoberdorf befindet sich auch das Besucherzentrum Fendt Forum, das 2018 ausgebaut wurde. Aktuell können sich Besucher auf einer Fläche von 2400 Quadratmetern über die Geschichte des Landtechnikherstellers informieren und sich aktuelle Fendt-Traktoren, Feldhäcksler, Futtererntetechnik und Mähdrescher anschauen.
Nach einem Cyberangriff mit Erpressungssoftware am 5. Mai 2022 auf den AGCO-Konzern wurde die Arbeit an mehreren Produktionsstandorten auf der Welt beeinträchtigt, auch in Marktoberdorf ruhte die Produktion seit 9. Mai. Am 16. Mai wurde die Arbeit am Standort Marktoberdorf wieder aufgenommen, andere betroffenen AGCO-Standorte folgen wenige Tage später.

### Asbach-Bäumenheim
Am Standort Asbach-Bäumenheim befindet sich das AGCO Kompetenzzentrum für Fahrzeugkabinen in Europa. Das Werk, ehemals Maschinenfabrik Josef Dechentreiter, wurde 1970 erworben. Im Januar 2018 fertigten am Standort rund 1200 Mitarbeiter Kabinen und Karosseriebauteile für die Marken Fendt, Massey Ferguson und Valtra. Die Produktion am Standort umfasst die Bereiche Teilefertigung, Rohbau, Lackierung und Kabinenmontage einschließlich Einbau der Elektronik und des Fahrerplatzes. Die Lieferungen der Fendt Kabinen nach Marktoberdorf erfolgt Just-In-Time direkt zur Traktormontage und Just-In-Sequence, d. h., die Teile werden im Werk in Asbach-Bäumenheim in derselben Reihenfolge gebaut, wie sie am Montageband in Marktoberdorf benötigt werden.

### Hohenmölsen
Im Jahr 2009 erwarb der AGCO-Konzern den Standort Hohenmölsen. Seitdem wurden mehr als 35 Mio. Euro in das Werk investiert. Auf dem Gelände der ehemaligen Bundeswehrkaserne werden für Fendt Traktorteile wie z. B. Unterlenker gefertigt. Zum anderen befindet sich hier auch die Montage des Feldhäckslers Fendt Katana 65 und 85. Seit 2017 werden auch die gezogenen Feldspritzen Fendt Rogator 300 in Hohenmölsen produziert. Ab Januar 2018 wird ebenfalls die selbstfahrende Feldspritze Rogator 600 in Sachsen-Anhalt gefertigt. Im Dezember 2020 arbeiteten 345 Mitarbeiter am Standort Hohenmölsen.

### Feucht
Am Standort Feucht befindet sich das AGCO-Kompetenzzentrum für Futtererntetechnik in Europa. Seit 2011 gehört das Kompetenzzentrum im Nürnberger Land zum US-amerikanischen AGCO-Konzern und produziert für die Marken Fendt, Massey Ferguson und Fella. In Feucht werden für Fendt die verschiedenen Modelle für Futtererntetechnik entwickelt und produziert: Trommel- und Scheibenmähwerke (Fendt Cutter und Fendt Slicer), Wender (Fendt Twister) und Schwader (Fendt Former). Im Dezember 2020 waren 224 Mitarbeiter am Standort Feucht beschäftigt.

### Waldstetten
Der Sitz des Landtechnikunternehmens in Waldstetten ist auf das Jahr 1871 und die Gründung der Mengele Agrartechnik zurückzuführen. Im Oktober 2017 übernimmt die AGCO Corporation den Bereich Futterernteproduktion des Unternehmens Lely und damit auch das Werk in Waldstetten. Zu den übernommenen Produkten gehören auch ein Lade- und Kombiwagenprogramm. Ab 2018 werden am Standort die Fendt Kombiwagen der Serie Fendt Tigo PR und XR produziert. Auf dem 13.700 m² Werk waren bis September 2022 83 Mitarbeiter beschäftigt. Im Oktober 2022 verlegte der Konzern die Produktion der Ladewagen nach Wolfenbüttel.

### Wolfenbüttel
Seit über 120 Jahren werden in Wolfenbüttel Produkte für die Landwirtschaft entwickelt und produziert. Zunächst als Welger Maschinenfabrik GmbH und seit 2008 als Tochterunternehmen der Lely-Gruppe. Im Oktober 2017 übernimmt der Landtechnikkonzern AGCO die Futtererntemaschinensparte von Lely. Am Standort Wolfenbüttel werden Rundballenpressen, Press-Wickelkombinationen, Quaderballenpressen und Aufsammler produziert. Ab 2018 werden hier für die Marken Fendt und Massey Ferguson variable Rundballenpressen und Festkammerpressen gebaut. Auf dem etwa 100.000 m² großen Werksgelände arbeiten 340 Mitarbeiter in den Bereichen Schweißerei, Montage, Lackiererei, Versand und Administration. Seit Oktober 2022 werden auch die ehemaligen Mengele-Ladewagen aus Waldstetten unter der Marke FENDT mit dem Namen TIGO in Wolfenbüttel gefertigt.

### Breganze
Am Standort Breganze befindet sich das AGCO Kompetenzzentrum für Mähdrescher in Europa. Das ehemalige Laverda-Werk wurde 2007 zu 50 Prozent und im März 2011 zu 100 Prozent von der AGCO Corporation erworben. Seit 1873 werden hier in Italien landwirtschaftliche Maschinen produziert. Auf 25 Hektar Betriebsfläche arbeiten heute rund 610 Mitarbeiter an der Produktion von Mähdreschern der Mittelklasse sowie Hybrid- und 8-Schüttlermodellen der Oberklasse. Ab 2018 wird im AGCO Werk die neu entwickelte Mähdrescherserie Fendt Ideal in drei Modellen produziert.

### Hesston
Seit 1947 werden in Hesston, Kansas, Landmaschinen produziert. Das Unternehmen hat sich von Anfang an auf die Entwicklung und Produktion von landwirtschaftlichen Geräten spezialisiert. Zudem wurde hier 1978 die weltweit erste große Quaderballenpresse entwickelt und produziert, die sogenannte „Mutter aller Pressen“. AGCO erwarb die Hesston Corporation im Jahr 1991. Das Werk verfügt derzeit über neun Fertigungslinien, an denen Mähdrescher und Pflanzmaschinen für den amerikanischen Markt gefertigt werden sowie die Produktion von Quaderballenpressen, u. a. für die Marke Fendt. Im Jahr 2013 hat AGCO 40 Millionen Dollar in eine moderne 18.850 m² große Lackier- und Veredlungsanlage investiert. AGCO ist der größte Arbeitgeber in Harvey County und beschäftigt mehr als 1.400 Mitarbeiter in Hesston Werk. 2018 wird in Hesston auch das neue Topmodell der Quaderballenpressen, die Fendt Squadra 1290 UD (Ultra Density) in Hesston produziert.

### Jackson
In 2001 hat AGCO das Unternehmen Ag-Chem Equipment Co. in Jackson (Minnesota) gekauft und damit das Segment für Applikationsgeräte in Nordamerika erweitert. Seit 2002 werden auch die Raupentraktoren hier hergestellt. Im Jahr 2011 wurde das Gelände um rund 7000 m² erweitert, um die Row-Crop Traktoren für Massey Ferguson und Challenger herzustellen. Im gleichen Zug wurde auch das erste AGCO Besucherzentrum, das Intivity Center, in Nordamerika gebaut. Heute sind rund 900 Mitarbeiter auf dem rund 62.500 m² großen Werk in Jackson beschäftigt. Ab 2018 werden in Jackson auch die Fendt Raupentraktoren der Modelle Fendt 900 Vario MT und Fendt 1100 MT in Serienstart gehen.

### Galerie

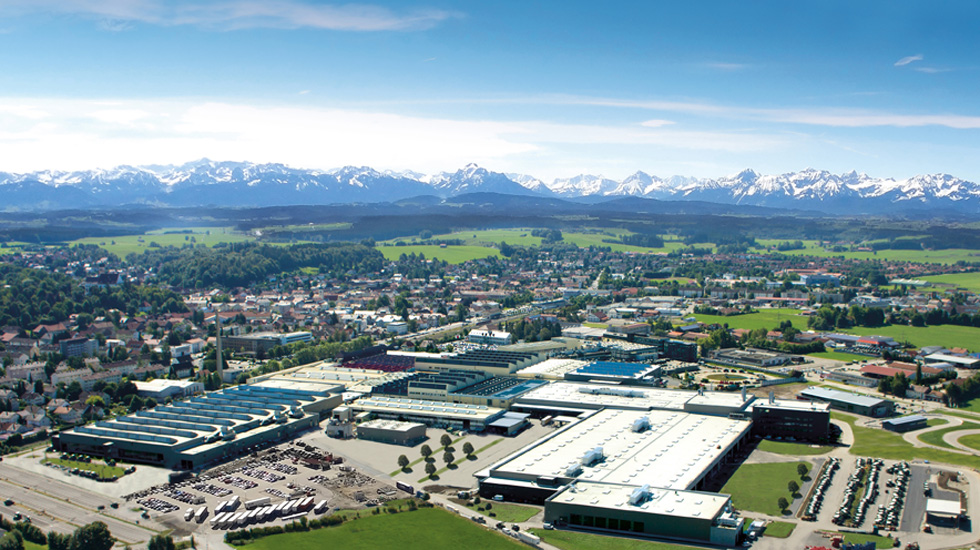
Werksgelände Fendt in Marktoberdorf
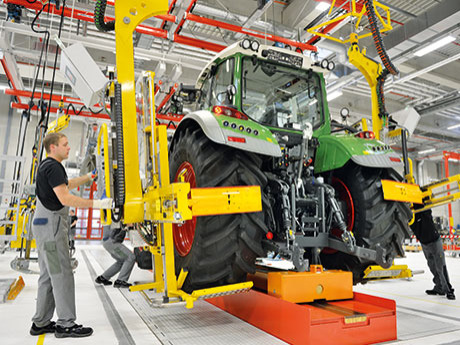
Produktionsstätte der Marke Fendt in Marktoberdorf
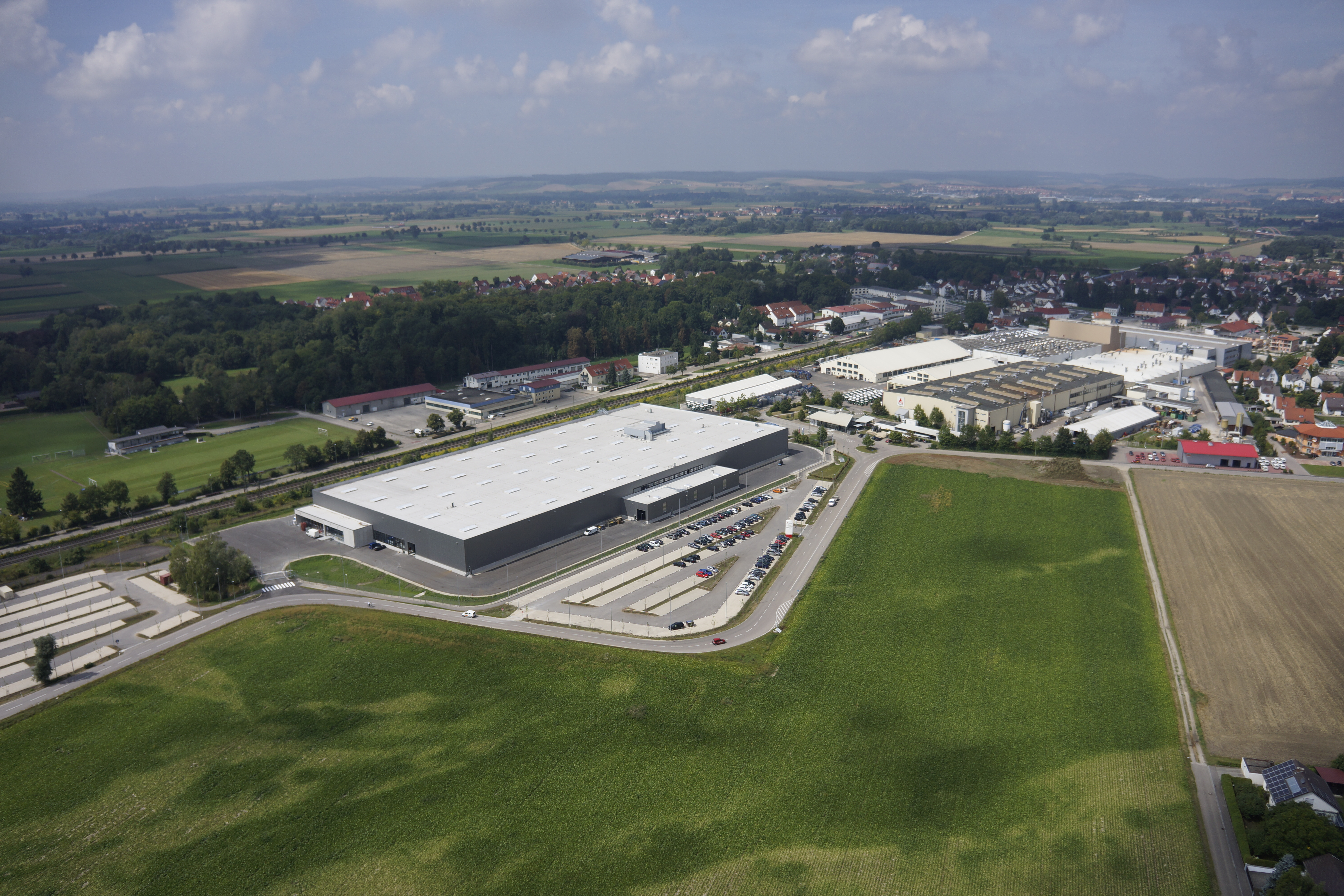
Fendt Werk Asbach-Bäumenheim
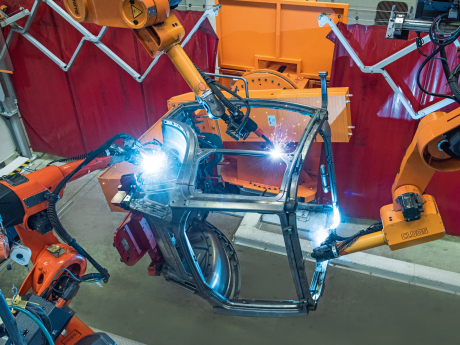
Kabinenfertigung im Fendt-Werk in Asbach-Bäumenheim
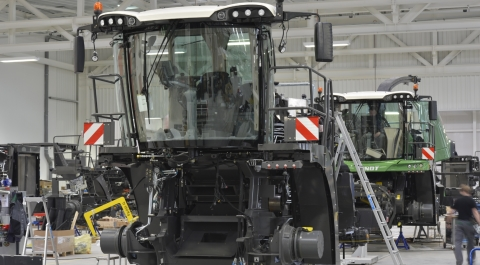
Fendt-Werk in Hohenmölsen
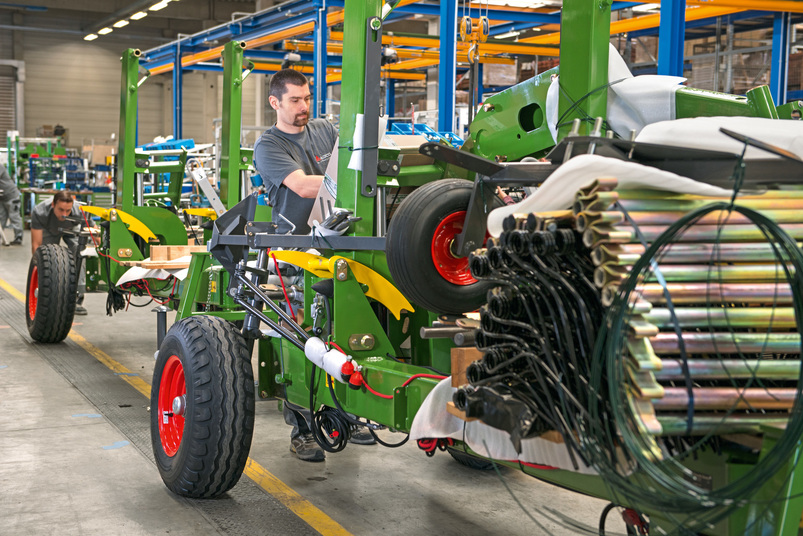
AGCO Kompetenzzentrum für Futtererntetechnik in Feucht
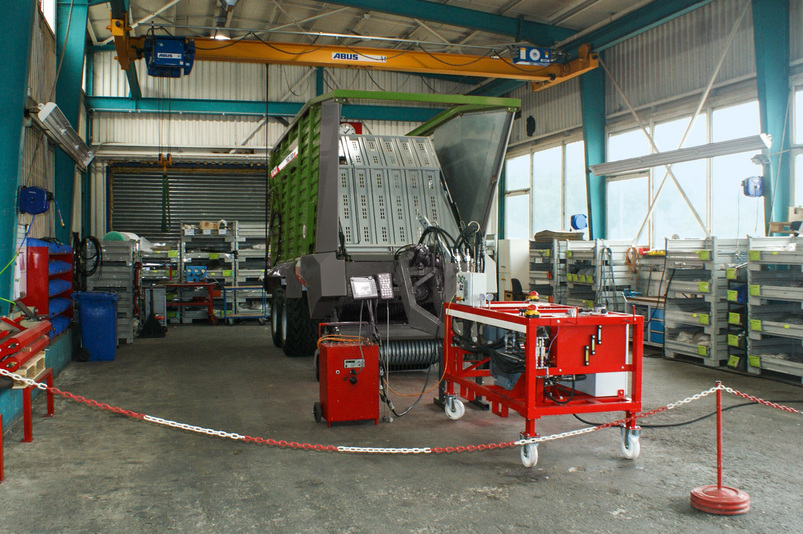
Fendt-Werk für den Kombiwagen Fendt Tigo in Waldstetten
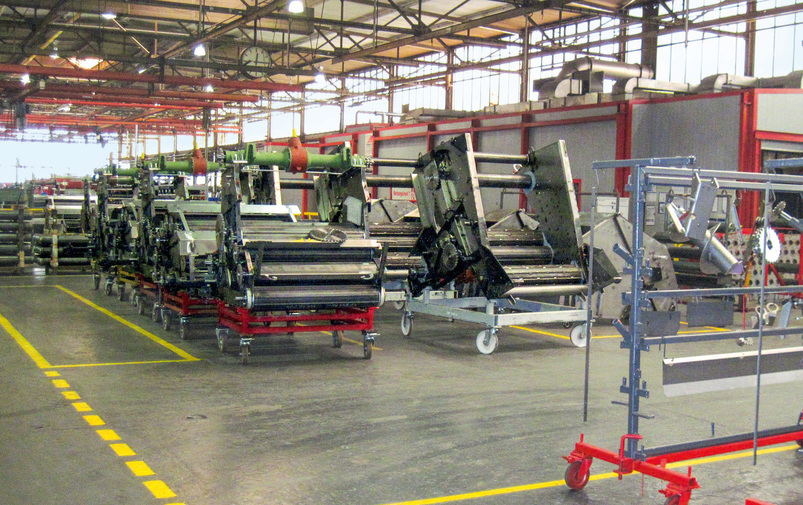
Fendt-Werk in Wolfenbüttel für Rundballenpressen
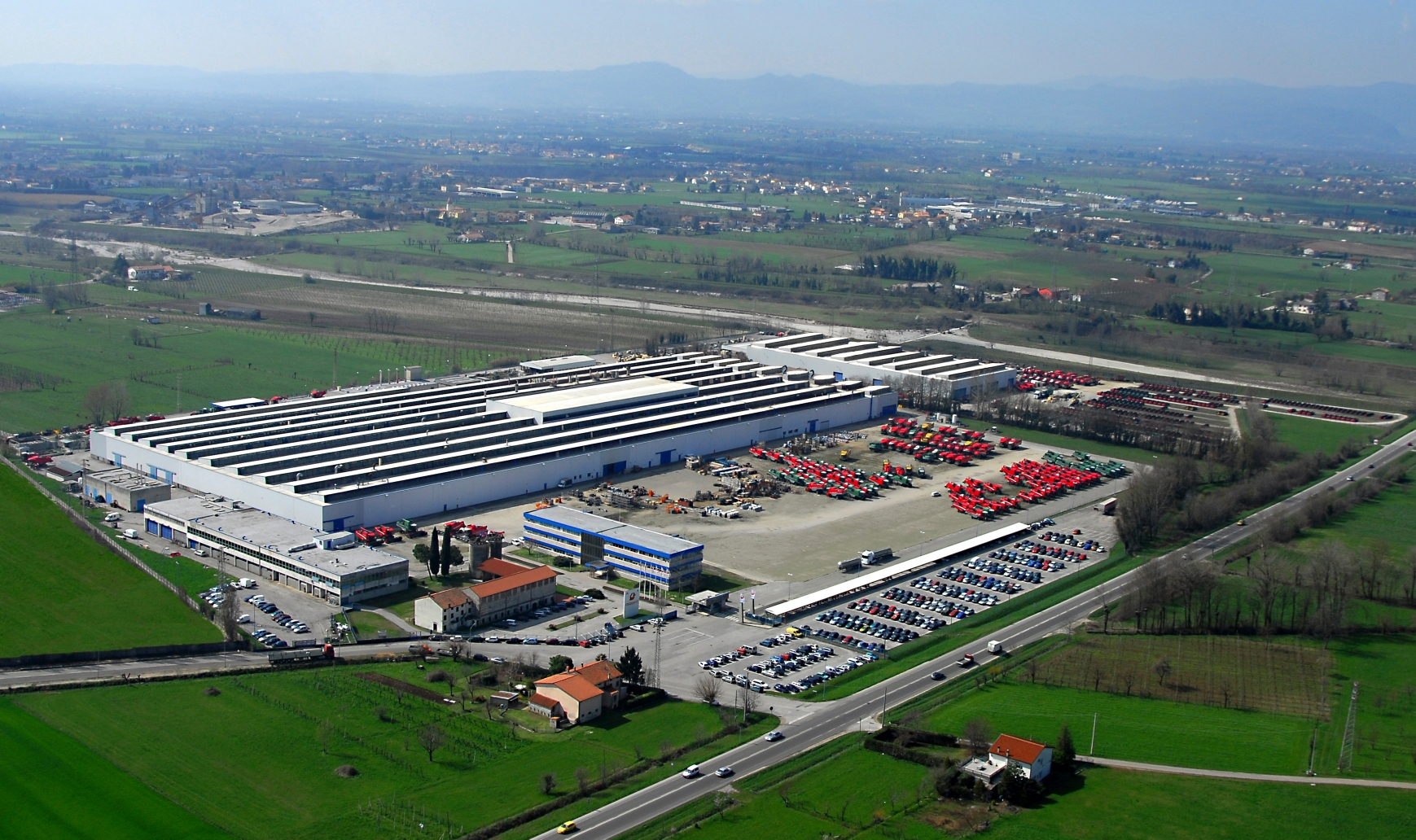
Hauptsitz der AGCO European Harvesting Operations in Breganze
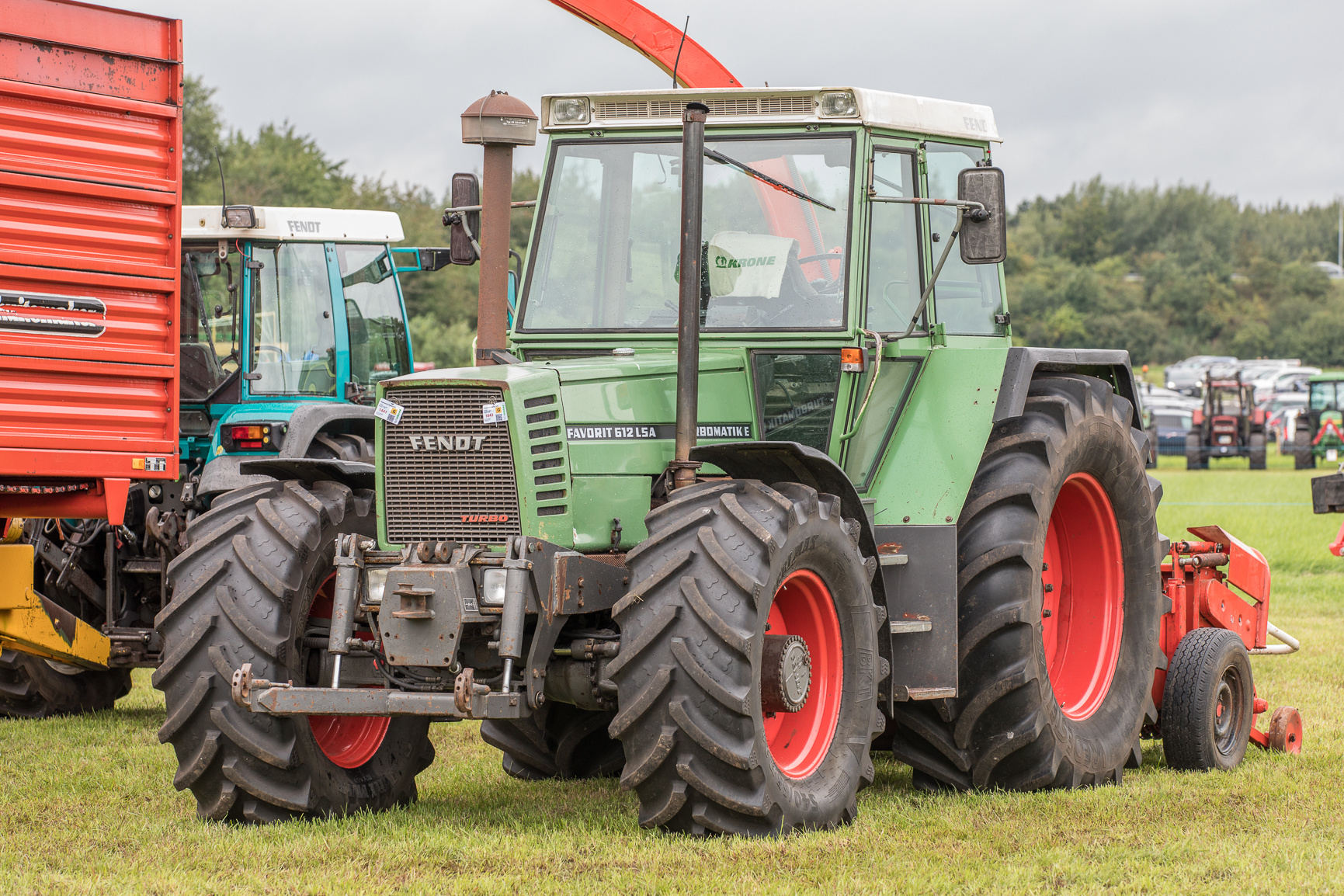
Fendt Favorit 612 LSA Turbomatik E

## Geschichte

### Vom Grasmäher zum Dieselross

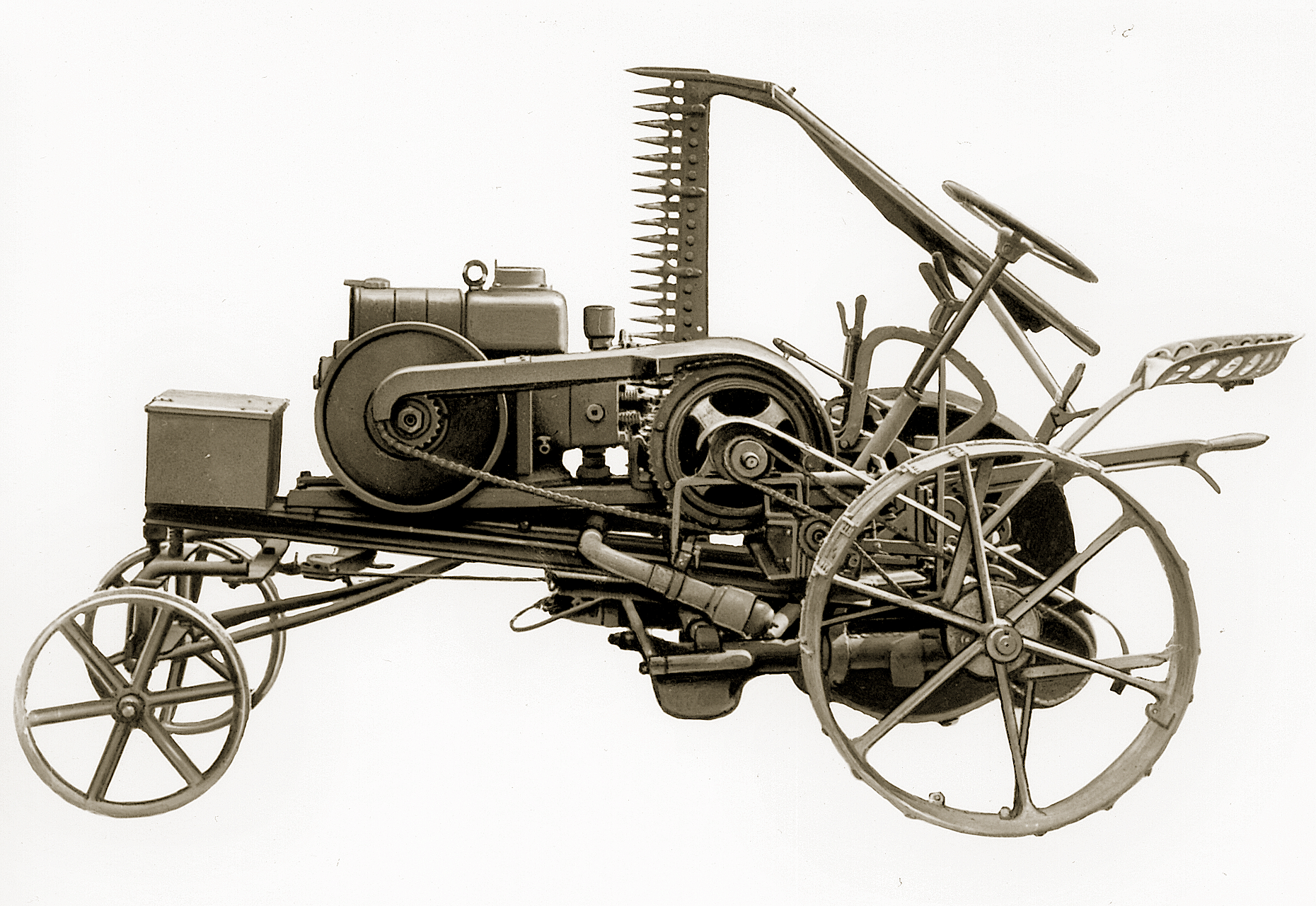
Das erste Fendt Dieselross mit einem 6-PS-Deutz-Motor

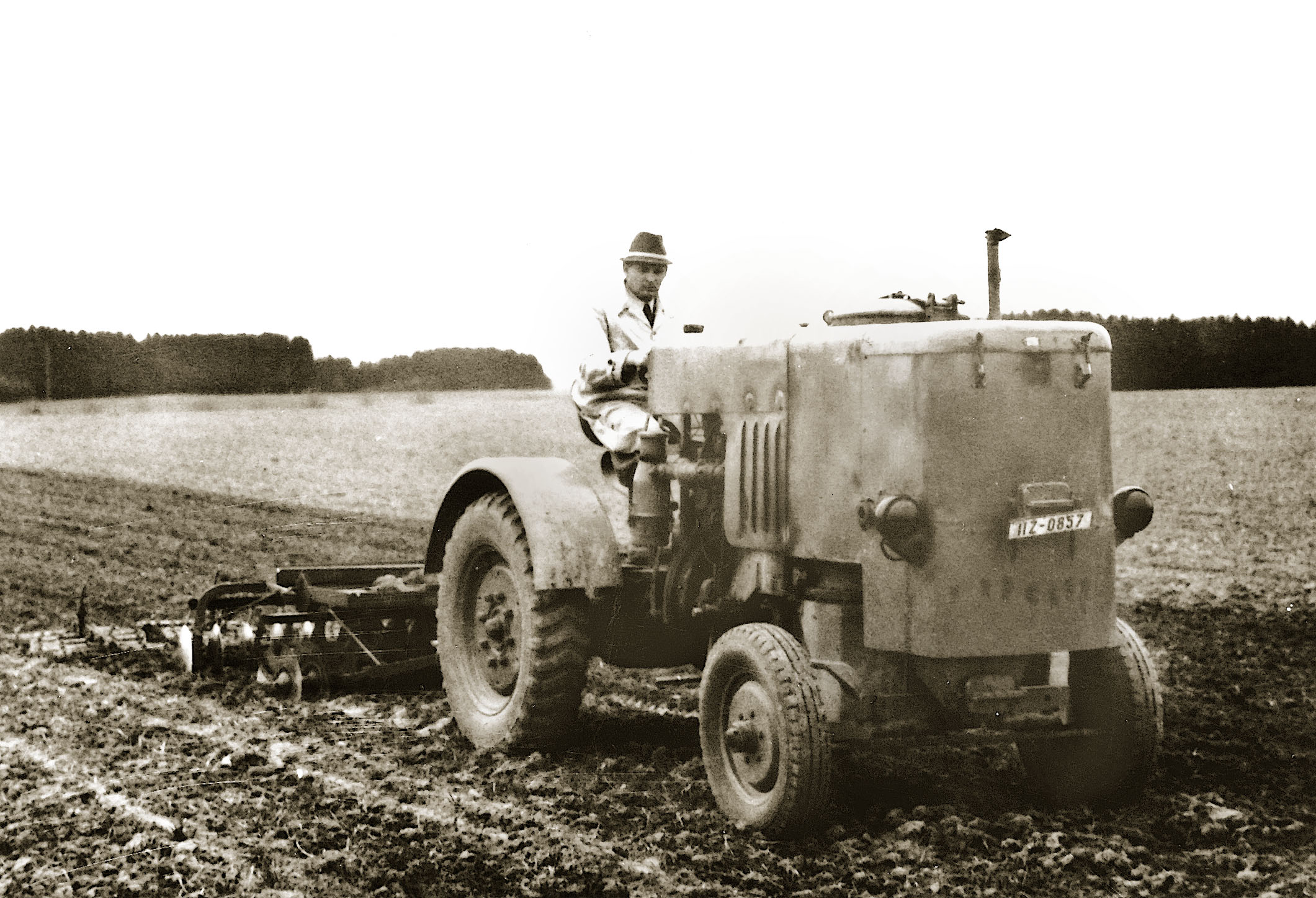
Xaver Fendt testet den Holzgasgenerator-Schlepper G25

Die Geschichte der Handwerkerfamilie Fendt reicht 350 Jahre zurück. Die Herstellung von Turmuhren, Bleizügen und Geigen verschaffte ihr regionale Bekanntheit im Allgäu. Die Familie betrieb außerdem im Nebenerwerb Landwirtschaft und hatte einen kleinen Handel für landwirtschaftliche Ausrüstung. Der am 16. August 1868 geborene Johann Georg Fendt übernahm 1898 den Familienbetrieb seines Vaters Franz Xaver und begann mit dem Vertrieb von Deutz-Stationärmotoren, bei denen er auch die Wartung und Reparatur beim Kunden vor Ort durchführte. Während der erstgeborene Sohn Xaver den familiären Betrieb verließ und bei großen Firmen wie Deutz oder BMW arbeitete, half Hermann seinem Vater bei der täglichen Arbeit. Die beiden erkannten den Bedarf an landwirtschaftlichen Nutzmaschinen und wagten sich 1928 an den Bau eines motorisierten Grasmähers. In den 1930er Jahren wurden die Schlepper mit Sitzkissen von Fritzmeier ausgerüstet. Schnell stellte sich heraus, dass sie mehr Leistung für höhere Zugkraft und ein höheres Gewicht für verbesserte Traktion benötigten. 1930 entwickelten sie das erste Dieselross mit sechs PS und einem ZF-Getriebe. Bis 1932 wurden insgesamt vier Dieselrösser dieses Typs gebaut und konnten sogar an ausgewählte Kunden verkauft werden. Nach dem Tod Johann Georg Fendts kehrt Xaver Fendt 1934 nach Marktoberdorf zurück, um mit seinem Bruder Hermann das Unternehmen fortzuführen. 1937 trugen sich die beiden in das Handelsregister Kempten (Allgäu) unter dem Namen „Xaver Fendt & Co., Maschinen- und Schlepperfabrik“, ein. Xaver und Hermann wurden Gesellschafter, während die Mutter Kreszentia als Kommanditistin fungierte. Im Jahr 1938 bauten die Gebrüder Fendt das Dieselross F 22 mit bis zu 22 PS. Sie waren der erste Hersteller aus Europa, der eine fahrunabhängige, lastschaltbare Zapfwelle verbaute. Diese Entwicklung machte sie erstmals über die Grenzen des Allgäus hinaus bekannt.
Am 2. März 1939 wurde durch Oberst von Schell, dem damaligen Generalbevollmächtigten für das Kraftfahrwesen, der Erlass über die Typenbegrenzung im Schlepperbau verabschiedet. Dieser sah vor, den Schlepperbau in elf Leistungsklassen, in denen in Haupt-, Sonder- und Nebentypen unterschieden wird, aufzuteilen. Somit hatten Hersteller landwirtschaftlicher Maschinen klare Vorgaben, wie ihre Fahrzeuge aufgebaut werden müssen. In den folgenden Jahren musste das Allgäuer Unternehmen weitere Hürden bewältigen, da ein Großteil seiner Arbeitskräfte in den Wehrdienst eingezogen wurde. 1942 kam erschwerend hinzu, dass die NS-Regierung auf Grund der Rohstoffknappheit den Bau von Traktoren mit flüssigem Treibstoff verbot. Fendt konstruierte daraufhin den Holzgasschlepper Dieselross G25, der einen Einheits-Generator und Deutz-Einheits-Gasmotor besaß. Die Gebrüder Fendt konnten erst drei Jahre nach Kriegsende das Unternehmen wieder übernehmen, da ab 1945 von der US-amerikanischen Militärregierung Treuhänder eingesetzt wurden.

### Farmer, Favorit, Fix und Co.

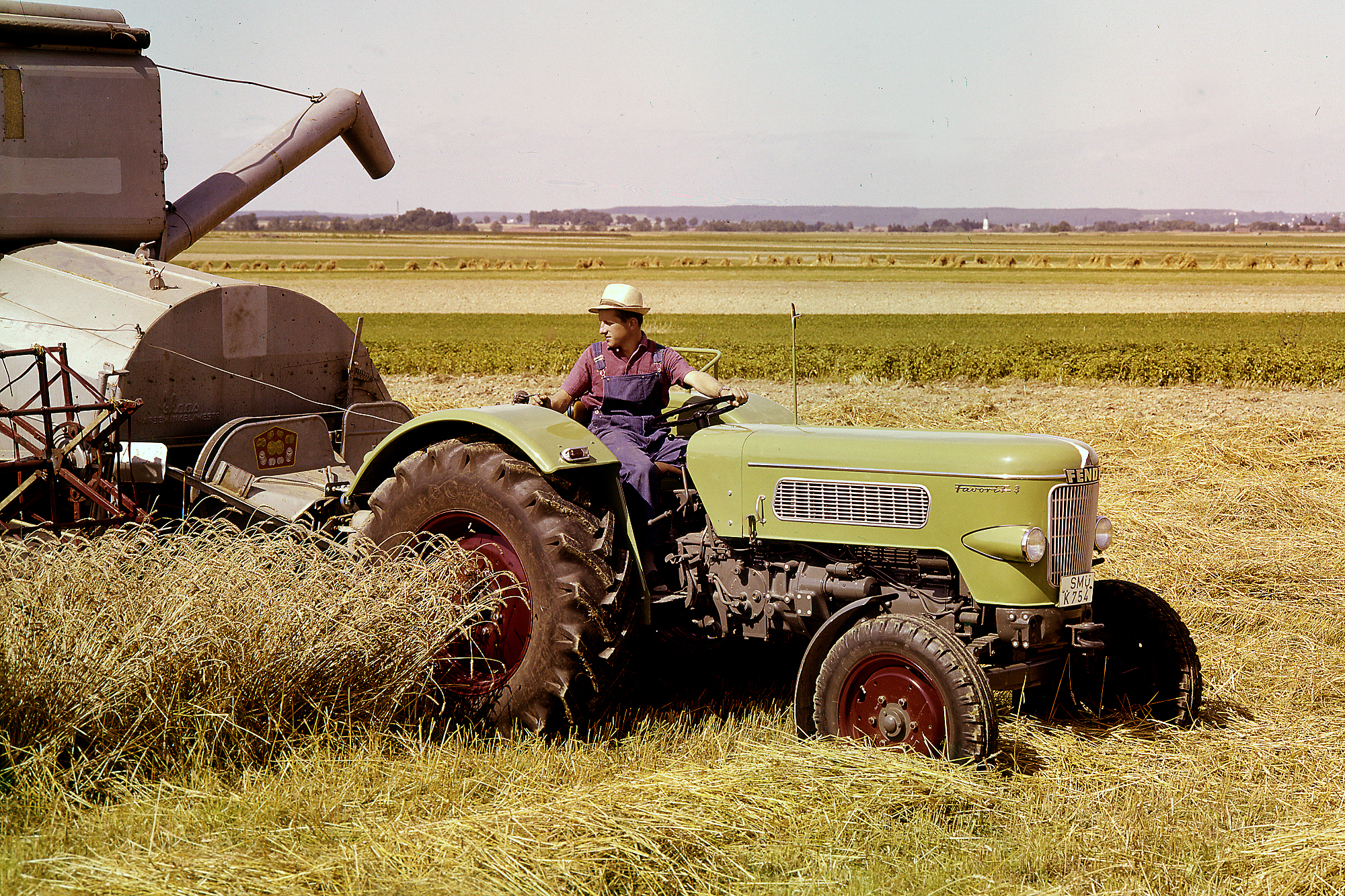
Fendt Favorit 3 mit einem gezogenen Mähdrescher 1965

Im Jahr 1950 konnte das Allgäuer Unternehmen seinen 10.000 Traktor produzieren und hatte 1951 bereits 600 Mitarbeiter. Mit dem F 25 A hatte der Traktorenhersteller seinen ersten allradgetriebenen Schlepper im Programm, mit dem der Großschlepper-Markt in Angriff genommen werden sollte. Auch die strategische Entscheidung, in Zukunft nicht mehr die Getriebe von ZF oder Prometheus zu beziehen, sondern selbst Getriebe zu entwickeln und herzustellen, war ein wichtiger Schritt des noch jungen Unternehmens. Mit der Übernahme der H. Sachse KG 1954 verlagerten sie die Entwicklung und Produktion von hydraulischen Krafthebern, Steuerventilen, Hubzylindern und Mähwerks-Antriebsaggregaten nach Kempten (Allgäu). Zwei Jahre später, 1956, präsentierten die Entwickler auf der DLG Wanderausstellung in Köln ihren ersten Geräteträger, den Fendt GT mit 12 PS und Unterflurmotor. Ein Jahr später folgte der erste Schmalspurschlepper von Fendt, der FLS 237 mit einer Fahrzeugbreite von nur 98 cm. Ende der 50er Jahre exportierte das mittelständische Unternehmen bereits in 30 Länder.

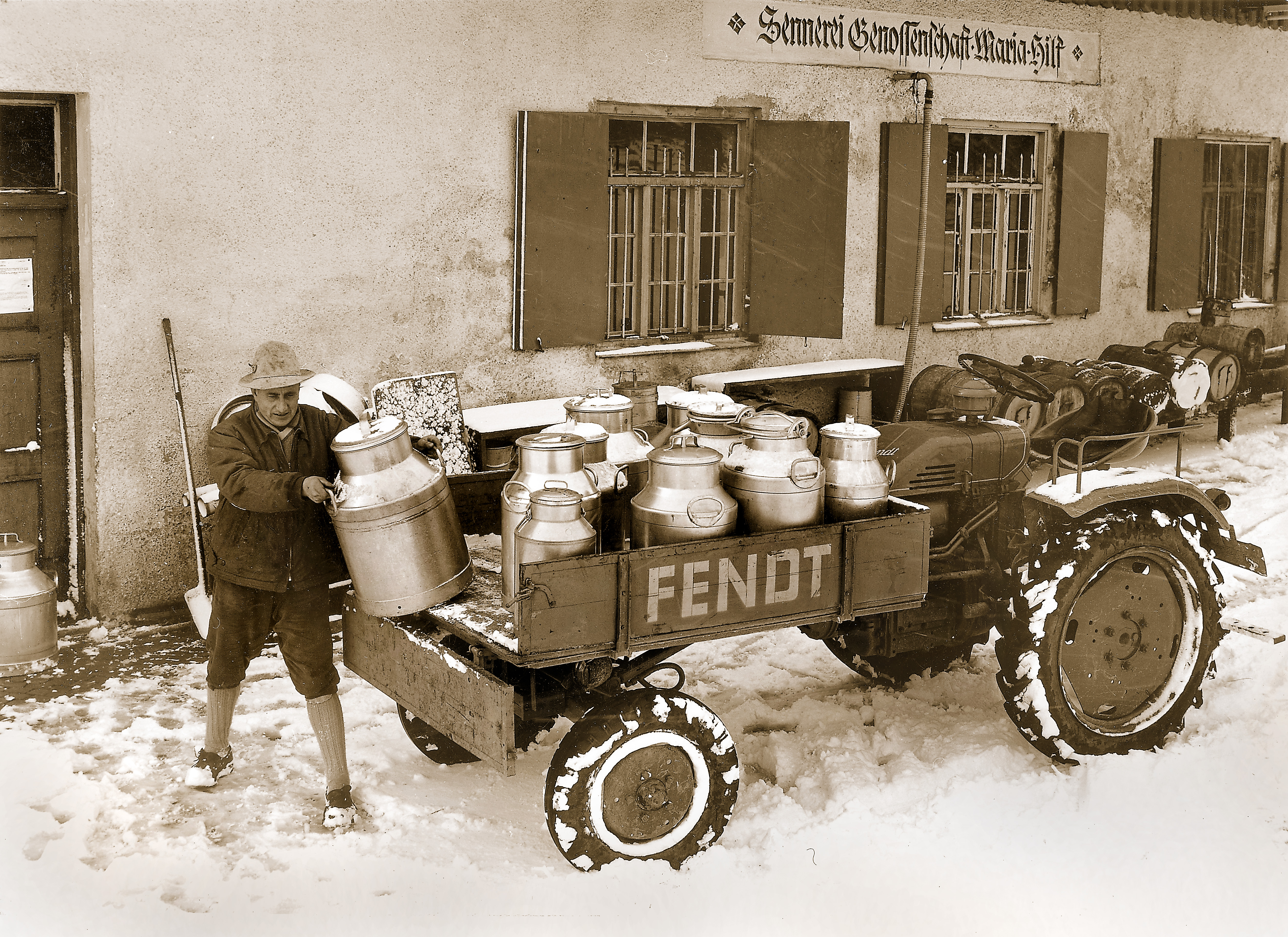
Fendt GT 225 mit Unterflurmotor und 25 PS

Mit der „ff“-Baureihe, dem Favorit 1, Farmer 1 und dem Fix 1 wollte Fendt in neue Märkte vorstoßen. Sie entdeckten den südamerikanischen Kontinent als profitablen Wachstumsmarkt und eröffneten dort im Jahr 1957 die Tractors Fendt S.A. Anfangs sollte mit einer eigenen Vertriebsstelle in der Nähe von São Paulo, später mit einer eigenen Produktionsanlage die brasilianischen Landwirte überzeugt werden. Das Projekt wurde jedoch zwölf Jahre später an Schuler do Brasil, einem Tochterunternehmen der L. Schuler AG aus Göppingen, verkauft, da sich die Unternehmung als nicht profitabel erwies.
Im Jahr 1959 wurde der Fendt Fix 2 mit 18 PS vorgestellt, 1960 folgte der Farmer 2 mit 34 PS und der Favorit 2 mit 46 PS. Ein Jahr später wurde bereits der 100.000. Fendt, ein Fendt Farmer 2, oft als „Goldener Fendt“ bezeichnet, produziert. Gleichzeitig erschien der F 225 GT mit 25 PS auf der Bildfläche. Die Fendt-Geräteträger machten zu dieser Zeit rund ein Fünftel der insgesamt in Marktoberdorf produzierten Schlepper aus. Die Geräteträger-Familie wurde nochmals um den 30 PS starken F230 und den 32 PS F 231 erweitert. In den 60er Jahren hatten die Fendt GTs dabei einen Anteil von rund 87 Prozent auf dem Systemschlepper-Markt in Westdeutschland. 1967 wurde mit dem bis dahin stärksten Fendt, dem 62 PS starken Favorit 3S, erneut ein Schlepper für Großbetriebe präsentiert.

### Die Jahre 1970 bis 1995

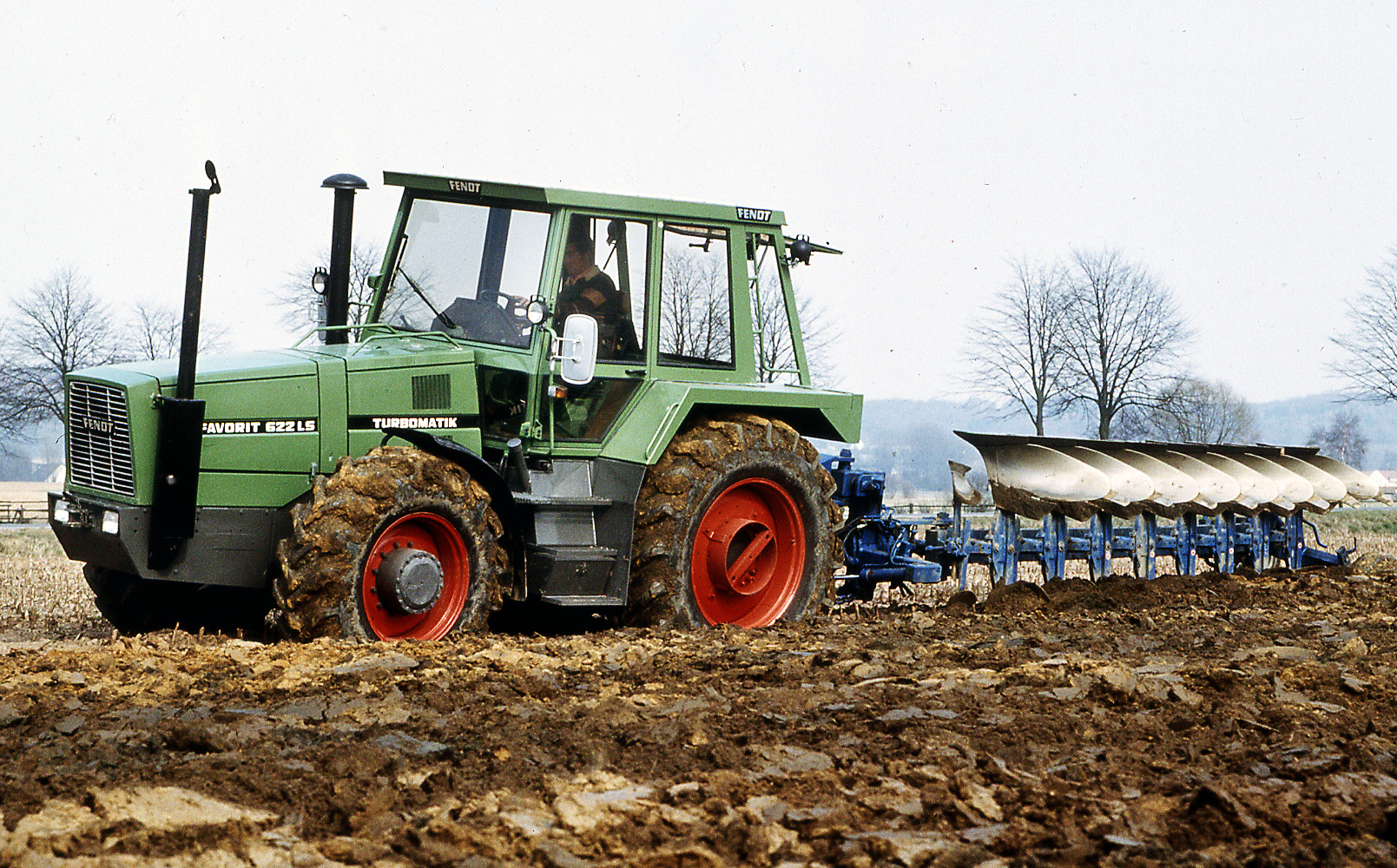
Fendt Favorit 622 LS – Nur 22 Stück liefen vom Band

1970 wurde auf der DLG-Ausstellung in Köln der selbstfahrende Ladewagen Agrobil S und das Traktor-Modell Favorit 12 S mit Allradantrieb und erstmals mehr als 100 PS vorgestellt. Im gleichen Jahr wurde die Maschinenfabrik Josef Dechentreiter mit 800 Mitarbeitern in Asbach-Bäumenheim erworben. Somit produzierte und vertrieb Fendt zusätzlich Pistenraupen und Wohnwägen. In den folgenden Jahren wurden die Geräteträger und Traktorenbaureihen weiter optimiert und neue Märkte wie z. B. die Türkei erschlossen. Das Werk Asbach-Bäumenheim stellte jetzt auch die Kabinen selbst her. Gleichzeitig wurde mit dem Favorit 622 LS die neue Großtraktorenbaureihe vorgestellt.
In den 1970er Jahren fertigte Fendt verschiedene Baggerladermodelle für den Einsatz im Baugewerbe. Mit dem Baumaschinenhersteller Frisch bestand zudem zeitweise eine enge Zusammenarbeit. So übernahm Frisch teilweise den Vertrieb der Fendt-Baggerlader. Zudem kaufte Frisch Mitte der 1970er Jahre Teile aus der Traktorfertigung und verwendete sie zum Bau eines kompakten Graders.
1980 wurde eine Umfirmierung zur Fendt GmbH beschlossen, um den zeitgemäßen Anforderungen an ein Wirtschaftsunternehmen gerecht zu werden. Das Unternehmen war dann eine Kapitalgesellschaft mit Beirat. Das Werk in Kempten (Allgäu) wurde aus dem Unternehmen ausgegliedert und fortlaufend als Schwesterunternehmen verzeichnet. Ein Jahr später wurde der Favorit 626 LSA, auch bekannt als „Nasenbär“, präsentiert. Einzigartig an diesem Traktor waren die 50:50-Gewichtsverteilung, 252 PS und die kippbare Kabine. 1985 erreichte Fendt mit 6388 verkauften Traktoren und einem Marktanteil von 18,4 Prozent erstmals den ersten Platz in der Zulassungsstatistik für Westdeutschland. Am 19. Juni 1989 starb Xaver Fendt, Mitbegründer des Unternehmens, im Alter von 82 Jahren. Seine Anteile an der Kommanditgesellschaft und der GmbH gingen an seine beiden Söhne Xaver und Hermann über.

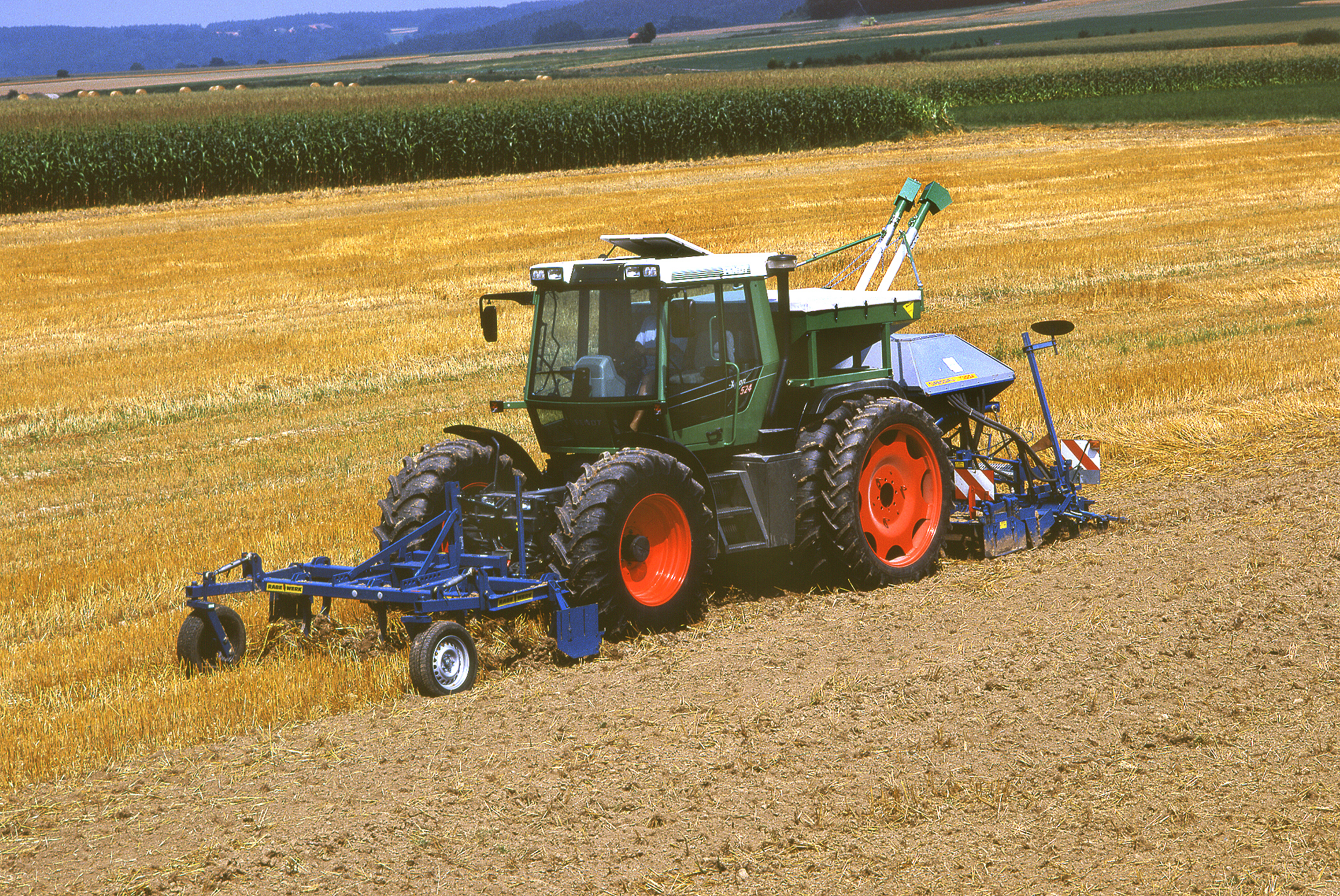
Fendt Xylon 524

Nach der Wiedervereinigung Deutschlands ergaben sich Anfang der 1990er-Jahre neue Marktchancen in den neuen Bundesländern sowie in Zentral- und Osteuropa. Um die Kosten zu senken, wurde die Produktion auf eine auftragsbezogene Fertigung ausgerichtet. Diese Methode spart Lagerkosten produktionsrelevanter Teile. 1993 stellte Fendt mit dem Favorit 500 C den ersten Schlepper mit gefederter Vorderachse vor. Anlässlich des ersten Fendt-Saaten-Union-Feldtages auf dem Gut Möschenfeld bei München, wurde der Xylon 1994 erstmals im Einsatz gezeigt. Der in Blockbauweise angelegte Systemschlepper war mit 110, 120 und 140 PS erhältlich. Am 17. August 1995 starb Hermann Fendt im Alter von 84 Jahren und hinterließ drei Erben. Er erlebte nicht mehr mit, wie 1995 der Favorit 926 auf der Agritechnica in Hannover vorgestellt wurde. Der Favorit 926 war der erste serienreife Traktor mit stufenlosem Getriebe, dem sogenannten Vario-Getriebe.

### Übernahme durch den AGCO-Konzern

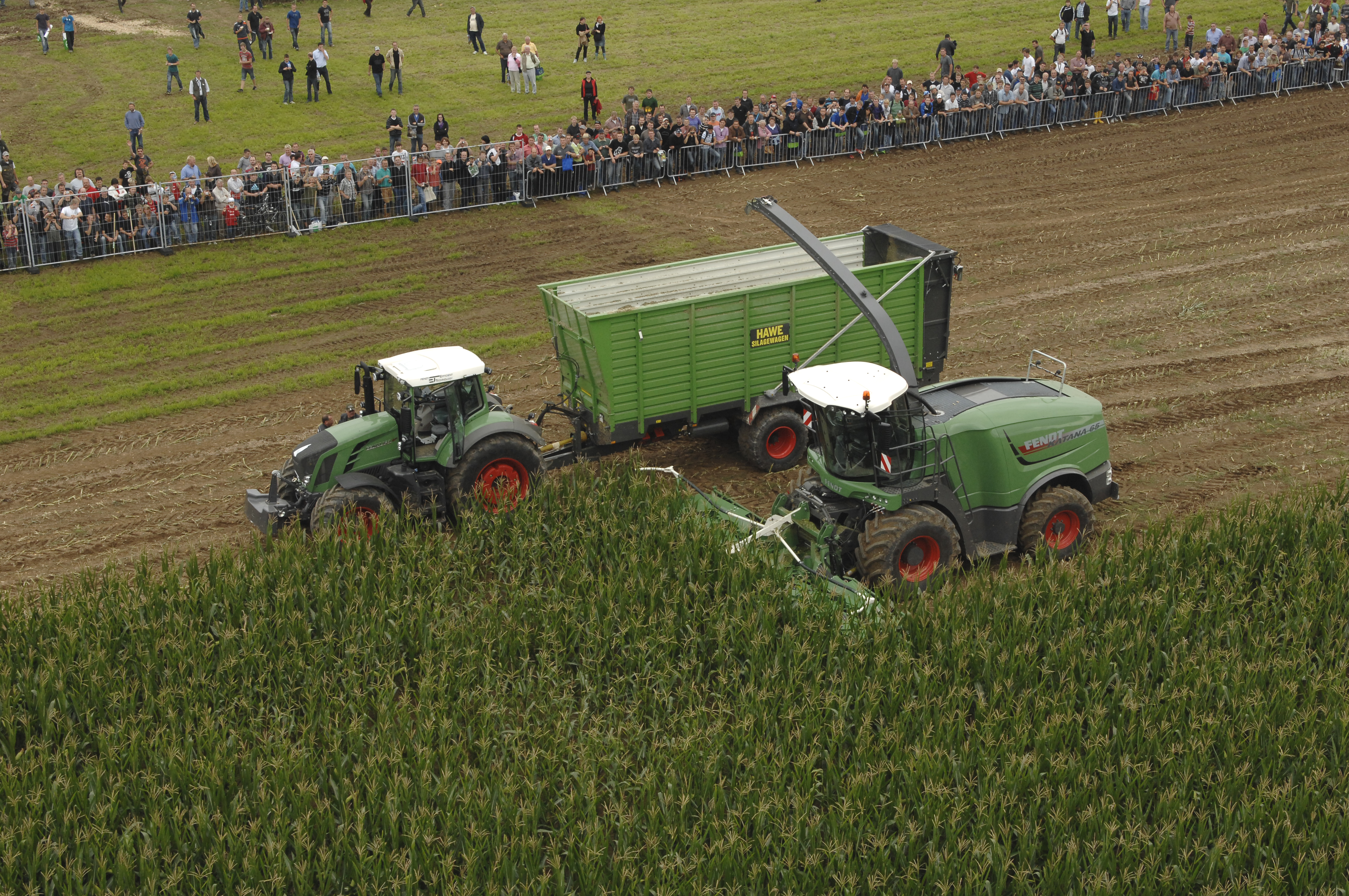
Feldhäcksler Fendt Katana 65 im Maiseinsatz auf dem Feldtag Wadenbrunn 2010

1996 beschlossen die fünf Erben von Xaver und Hermann Fendt das Familienunternehmen zu verkaufen. Ende Januar 1997 übertrugen sie alle Anteile von Fendt an das 1990 in den USA gegründete Unternehmen AGCO, das bereits mehrfach internationale Landmaschinen- und Traktorenhersteller aufgekauft hatte. Die Fendt GmbH wurde in die Mehrmarkenstrategie des Konzerns eingegliedert. Die Bäumenheimer Wohnmobilsparte wurde 1998 an das Hobby-Wohnwagenwerk verkauft. Der Standort Bäumenheim wird noch heute für die Produktion von Kabinen und Karosserieteilen genutzt. Auf dem Fendt-Saaten-Union-Feldtag in Wadenbrunn wurden 1998 erstmals die Fendt-Mähdrescher vorgestellt, die von der AGCO-Tochter Dronningborg aus Randers in Dänemark hergestellt wurden. Seit 2004 werden Fendt-Mähdrescher in Breganze, Italien, produziert. Das Werk war ursprünglich für die Produktion von Laverda Erntetechnik bekannt. Quaderballenpressen, hergestellt in Hesston, USA, werden seit 2002 im Produktprogramm von Fendt geführt. Die Kemptener Maschinenfabrik, die zuvor für Kraftheber und elektrische Steuerventile in den Fendt Modellen zuständig war, wurde 2003 an die Nussbaum Gruppe verkauft. Gegen Ende 2004 wurde die Produktion des Fendt GT und des 1994 vorgestellten Systemschleppers Xylon eingestellt. Von dem seit 48 Jahren gebauten Geräteträger waren rund 62.000 Stück produziert worden. Seit 2009 gibt es in jeder Traktorenbaureihe von Fendt das Vario-Getriebe. Gleichzeitig gab AGCO bekannt, bis 2012 300 Millionen US-Dollar in die Infrastruktur der Standorte Marktoberdorf und Asbach-Bäumenheim zu investieren. Der Bau des Traktoren-Werksverbundes, mit einer Produktionskapazität von bis zu 20.000 Traktoren und 29.000 Vario-Getrieben im Jahr, und das neue Kundenzentrum, Fendt Forum, wurden bis 2013 fertiggestellt. Im Werk Hohenmölsen in Sachsen-Anhalt werden seit 2009 Dickblechkomponenten, und seit 2010 der Feldhäcksler Fendt Katana 65 produziert. Im Juli 2014 wurden auf der internationalen Pressekonferenz auf Schloss Neuschwanstein der neue 300 Vario und 700 Vario sowie das neue Spitzenmodell Fendt 1000 Vario mit bis zu 500 PS (368 kW) und auf der Agritechnica 2015 Produkte für die Futterernte vorgestellt, die Fendt von der Konzernschwester Fella bezieht.
Beim jährlich von der DLG veröffentlichten Image-Barometer, bei dem deutsche Lohnunternehmen und Landwirte über Landtechnikunternehmen befragt werden, belegte Fendt 2013 mit 99,3 von 100 möglichen Punkten den ersten Rang. In den folgenden Jahren belegte Fendt mehrmals den ersten Platz bei der Image-Barometer Umfrage wie auch zuletzt im Jahr 2019. Zusätzlich landete Fendt im Jahre 2019 auf Platz 1 des europäischen Händlerzufriedenheitsbarometers. Dieses wird von der Händlerorganisation CLIMMAR erstellt, dabei werden Fachhändler aus 10 europäischen Ländern befragt. Das Unternehmen ist Mitglied im VDMA, Fachbereich Landtechnik.

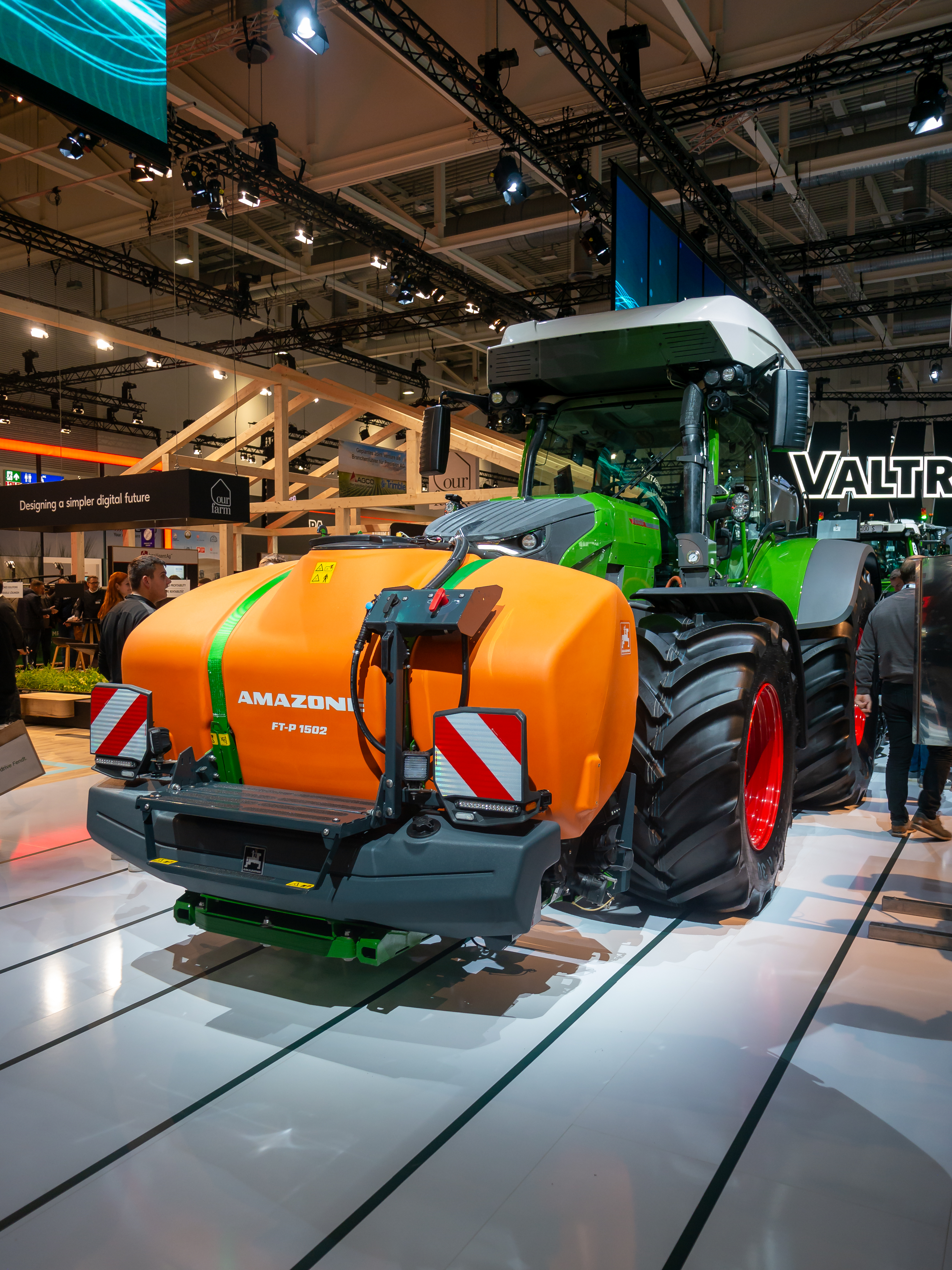
Brennstoffzellen-Traktor-Prototyp Fendt Helios mit auf dem Dach montierten Wasserstofftanks

## Gerätebaureihen

### Aktuelle Traktormodelle (Auswahl)
- Fendt e100 V Vario (Elektroantrieb, seit 2022)
- Fendt 200 V/F/P Vario (seit 2009, Modellpflege 2020)
- Fendt 300 Vario (seit 2006)
- Fendt 700 Vario (seit 1998)
- Fendt 1000 Vario (seit 2015)

### Historische Traktormodelle
- Fendt Dieselross (1930 bis 1959)
- Fendt Fix 2 (1959 bis 1964)
- Fendt Farmer
- Fendt GT (Geräteträger)
- Fendt Favorit

## Fahrrad und E-Bike
Bereits in den 1980er Jahren hatte Fendt ein Fahrrad mit Kardanantrieb produziert. 2014 wurde die Fendt E-Motoren GmbH gegründet. Zwei Jahre später erlangte der Antrieb Serienreife. Zuerst wurde der als Mittelmotor entwickelte Antrieb nur in die eigene Marke Tororider eingebaut. Heute ist der Motor auch an anderen E-Bikes zu finden, gesamt gesehen aber eher selten.

## Brückenlegesystem Cobra auf Fendt 942 Vario
Im Jahr 2025 stellte Fendt das Brückenlegesystem Cobra auf Basis des Fendt 942 Vario für den Militäreinsatz vor. Das Brückenlegesystem Cobra hat 20 Tonnen Maximalgewicht und die Fahrerkabine ist gepanzert.